# 莫诺瓦尔
莫诺瓦尔，是西班牙巴伦西亚自治区阿利坎特省的一个市镇。总面积152km2，总人口11763人（2001年），人口密度77人/km2。